# Budiawan
Budiawan (sinh ngày 9 tháng 9 năm 1990) là một cầu thủ bóng đá người Indonesia hiện tại thi đấu cho PSGC Galuh Ciamis.

## Sự nghiệp
Anh có bàn thắng đầu tiên cho Persib Bandung trước Deltras.

## Danh hiệu
- U-21 Persib Bandung:
  - Vô địch Indonesia Super League U-21: 1 (2009-10)